# Pseudoceneus
Pseudoceneus is een geslacht van kevers uit de familie van de loopkevers (Carabidae). De wetenschappelijke naam van het geslacht is voor het eerst geldig gepubliceerd in 1891 door Tschitscherine.

## Soorten
Het geslacht Pseudoceneus omvat de volgende soorten:
- Pseudoceneus beatricis Giachino, 2005
- Pseudoceneus iridescens (Castelnau, 1867)
- Pseudoceneus norfolkensis Moore, 1985
- Pseudoceneus numeensis Fauvel, 1903
- Pseudoceneus sollicitus (Erichson, 1842)